# Gibles
Gibles ist eine französische Gemeinde mit 569 Einwohnern (Stand: 1. Januar 2022) im Département Saône-et-Loire in der Region Bourgogne-Franche-Comté. Sie gehört zum Arrondissement Charolles und zum Gemeindeverband Communauté de communes Brionnais Sud Bourgogne. Die Bewohner werden Giblotins und Giblotines genannt.

## Geografie

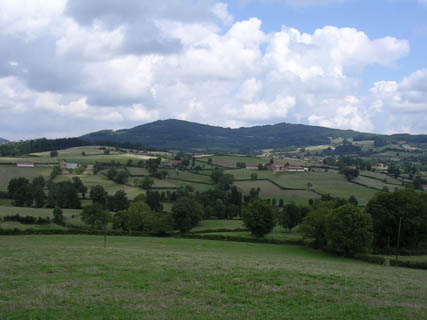
Mont Saint-Cyr

Gibles liegt an der Grenze zum benachbarten Département Rhône etwa 39 Kilometer westlich von Mâcon in den Hügellandschaften des Brionnais und des Charolais. Nachbargemeinden von Gibles sind Ozolles im Norden, Montmelard im Nordosten und Osten, Matour im Osten, Aigueperse im Südosten, Châtenay im Süden, Varennes-sous-Dun im Südwesten, Curbigny im Westen sowie Colombier-en-Brionnais und Bois-Sainte-Marie im Nordwesten.
Im Gemeindegebiet liegt der 771 m hohe Mont Saint-Cyr.

## Bevölkerungsentwicklung
| Jahr                      | 1962 | 1968 | 1975 | 1982 | 1990 | 1999 | 2006 | 2011 | 2016 |
| Einwohner                 | 750  | 729  | 677  | 680  | 604  | 608  | 663  | 619  | 595  |
| Quelle: Cassini und INSEE |      |      |      |      |      |      |      |      |      |

## Sehenswürdigkeiten
- Kirche Saint-Martin von 1854
- Schloss Montrouant, in der Mitte des 19. Jahrhunderts erbaut

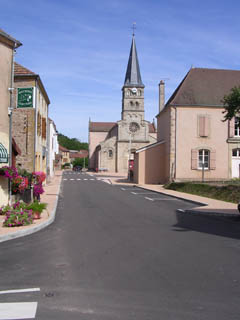
Kirche Saint-Martin